# Monteagle, Tennessee
Monteagle, Tennessee (енгл. Monteagle) град је у америчкој савезној држави Тенеси.

## Демографија
По попису из 2010. године број становника је 1.192, што је 46 (-3,7%) становника мање него 2000. године.
| Група             | 2000.         | 2010.         |
| Белци             | 1.190 (96,1%) | 1.125 (94,4%) |
| Афроамериканци    | 17 (1,4%)     | 28 (2,3%)     |
| Азијати           | 9 (0,7%)      | 17 (1,4%)     |
| Хиспаноамериканци | 6 (0,5%)      | 3 (0,3%)      |
| Укупно            | 1.238         | 1.192         |